# Singstar (spel)
Singstar är en del av tv-spelsserien Singstar. Singstar fungerar som en utvecklad karaokemaskin, där spelaren kan välja en sång och sjunga den. Spelarna kan även tävla om vem som håller den rätta tonen bäst. Däremot bedöms inte sångröst och resultatet kan därför möjligen vara missvisande i hur vackert man sjunger. Programmet finns även för PC, se Ultrastar. Spelarna använder USB-mikrofoner och sjunger gentemot musikvideor för att samla poäng. Sångtexterna visas längst ner på skärmen.

## Låtlista
| Artist              | Låtar                              |
| ------------------- | ---------------------------------- |
| Liberty X           | "Just a Little"                    |
| Mis-Teeq            | "Scandalous"                       |
| The Darkness        | "I Believe in a Thing Called Love" |
| A-ha                | "Take on Me"                       |
| P!nk                | "Get the Party Started"            |
| Jamelia             | "Superstar"                        |
| Motörhead           | "Ace of Spades"                    |
| George Michael      | "Careless Whisper"                 |
| Avril Lavigne       | "Complicated"                      |
| Petula Clark        | "Downtown"                         |
| Sophie Ellis-Bextor | "Murder on the Dancefloor"         |
| Daniel Bedingfield  | "If You're Not the One"            |
| Carl Douglas        | "Kung Fu Fighting"                 |
| Rick Astley         | "Never Gonna Give You Up"          |
| Westlife            | "World of Our Own"                 |
| Ricky Martin        | "Livin' La Vida Loca"              |
| Lemar               | "50/50"                            |
| Madonna             | "Like a Virgin"                    |
| Roy Orbison         | "Oh, Pretty Woman"                 |
| S Club 7            | "Don't Stop Movin'"                |
| Deee-Lite           | "Groove is in the Heart"           |
| Sugababes           | "Round Round"                      |
| Elvis               | "Suspicious Minds"                 |
| Busted              | "Crashed the Wedding"              |
| Village People      | "YMCA"                             |
| Good Charlotte      | "Girls and Boys"                   |
| Blondie             | "Heart of Glass"                   |
| Dido                | "Thank You"                        |
| Atomic Kitten       | "Eternal Flame"                    |
| Blue                | "One Love"                         |

1. ↑  Games (på engelska), läs online, läst: 6 mars 2025.[källa från Wikidata]